# Szagdaryn Czanraw
Szagdaryn Czanraw (mong. Шагдарын Чанрав; ur. 20 listopada 1948 w somonie Chüreemaral, zm. 10 sierpnia 2007) – mongolski judoka i sambista. Olimpijczyk z Montrealu 1976, gdzie zajął trzynaste miejsce w wadze półśredniej
Uczestnik mistrzostw świata w 1975. Mistrz świata w sambo w 1973 roku.

## Letnie Igrzyska Olimpijskie 1976
| Konkurencja | Eliminacje             | Eliminacje             | Klas. końcowa |
| Konkurencja | Przeciwnik I           | Przeciwnik II          | Miejsce       |
| ----------- | ---------------------- | ---------------------- | ------------- |
| 70 kg       | Du Yong-cha (PRK) Z-wo | Dietmar Hötger (GDR) P | 13.           |